# Карамфил
Карамфи́л (болг. Карамфил) — село в Кирджалійській області Болгарії. Входить до складу общини Момчилград.

## Населення
За даними перепису населення 2011 року у селі проживала 301 особа, з них 270 осіб (99,3%) — турки.
Розподіл населення за віком у 2011 році:
Динаміка населення: